# 渡邉裕規
渡邉 裕規（わたなべ ひろのり、1988年3月22日 - ）は、日本のプロバスケットボール選手。B.LEAGUE 宇都宮ブレックス所属。ポジションはポイントガード。神奈川県川崎市出身。
2009年にパナソニックトライアンズに入部し、2013-14シーズンにリンク栃木ブレックスに移籍。2016-17シーズンでBリーグ初代王者となる。シーズン終了後に引退したが、2017年11月21日に現役復帰することが発表された。

## 経歴
世田谷学園高校から青山学院大学を経て、2010年、パナソニックに入社。
同年、日本代表候補に選出される。
翌年、ユニバーシアード代表に選出。パナソニックの2013年限りでの休部を受けリンク栃木ブレックスに移籍。
2016-2017シーズンをもって現役引退を発表。
2017年11月現役復帰、栃木に再入団することを発表。
2018年10月4日より、エフエム栃木（RADIO BERRY）において毎週木曜夜9時に、自身初のメインパーソナリティを務める冠ラジオ番組『ナベのくせに』を放送（後述）。なお、引退前には同番組の前身として『ナベのフタ』が放送されていた。
2019年1月19日に富山市総合体育館にて行われるBリーグオールスターゲームにファン投票でB.BLACK第2位で初選出される。

## 日本代表歴
- 第26回ユニバーシアード

## 記録
| シーズン    | チーム | GP | GS | MPG  | FG%  | 3P%  | FT%  | RPG | APG | SPG | BPG | TO  | PPG  |
| ----------- | ------ | -- | -- | ---- | ---- | ---- | ---- | --- | --- | --- | --- | --- | ---- |
| NBL 2013-14 | 栃木   | 54 |    | 23.0 | .380 | .358 | .690 | 1.7 | 1.9 | 0.5 | 0.0 | 0.9 | 8.1  |
| NBL 2014-15 | 栃木   | 52 |    | 23.8 | .413 | .390 | .761 | 1.7 | 2.7 | 0.6 | 0.1 | 1.0 | 10.6 |
| NBL 2015-16 | 栃木   | 54 |    | 20.1 | .383 | .332 | .729 | 1.6 | 2.1 | 0.6 | 0.0 | 0.8 | 7.9  |
| B1 2016-17  | 栃木   | 60 |    | 19.4 | .354 | .301 | .780 | 1.7 | 2.5 |     |     |     |      |

## メディア出演
RADIO BERRY（エフエム栃木）
- 『ナベのくせに』→『チャップアップ presents ナベのくせに』毎週木曜日 21:00 - 21:30
 (2018年10月 - )
※ 2023年2月より、番組冒頭で自身がスポンサーを務めるチャップアップ「チャップアップ育毛剤」広告CMを導入。その後、同年3月よりオープニングと提供スポンサー読み（不定期）を追加。翌年より正式にスポンサー入りに伴い、番組名を『チャップアップ presents ナベのくせに』へ改名された。